# Maerua kaokoensis
Maerua kaokoensis är en kaprisväxtart som beskrevs av Wessel Swanepoel. Maerua kaokoensis ingår i släktet Maerua och familjen kaprisväxter. Inga underarter finns listade i Catalogue of Life.